# Folkaktie
En folkaktie är en aktie som ägs av många personer, nästan alltid över börsen. Vanligt hos folkaktier är att de funnits länge, att de är relativt stora (därför ofta hamnar på storbolags-listorna) och är stabila. Mest viktigt är dock spridningen, att många äger bolaget. Folkaktier analyseras och handlas som andra aktier, men deras spridda ägande gör att fler finner dem intressanta ur ekonomiskt perspektiv. Många är även B-aktier, vilket innebär att de har en relativt A-aktie i samma bolag begränsad rösträtt/röststyrka. Eftersom små aktieägare ändå inte har möjlighet att styra stora börsbolag via bolagsstämmor och B-aktien kan vara billigare, så är folkaktierna oftast B-aktier. 
I exemplet TeliaSonera så är folkaktieskapet en effekt av att staten sålde ut ett bolag till medborgarna, som köparna trodde var till rabatterat pris. Genom en stor reklamkampanj förmåddes nästan en miljon privatpersoner i Sverige att teckna sig för Teliaaktier.
Fördelar med folkaktier är att de främjar engagemang och sprider ägandet och vinster till stora befolkningslager. Lokala engagemang kan hålla igång verksamheter som annars hade varit tvungna att lägga ner, därför bibehålla sysselsättning, investeringar och handelsmönster. Baksidan av detta är att de kan skapa en rigiditet som gör det svårt att hantera förändringar.
"Ekonomiminister Gösta Bohmans skattefondsparande från 1978 och statssekreterare Erik Åsbrinks allemanssparande från 1984 stimulerade nya grupper att spara i aktier och Volvo samt Trygg-Hansa blev därmed folkaktier."

## Exempel i olika länder

### Sverige
- Hennes & Mauritz B
- Ericsson B
- TeliaSonera

### Finland
- Viking Line Abp